# Cryphia poliophaea
Cryphia poliophaea là một loài bướm đêm trong họ Noctuidae.